# Mirak (Rakete)
Mirak (Minimumsrakete) war die Bezeichnung der zu Beginn der 1930er Jahre vom Verein für Raumschiffahrt in Berlin entwickelten ersten Flüssigkeitsrakete.

## Beteiligung, Finanzierung
Mitglieder des Vereines für Raumfahrt erhielten einen unbenutzten Schießplatz im Berliner Bezirk Reinickendorf, der ihnen vom Magistrat zur Verfügung gestellt und als Raketenflugplatz Berlin bekannt wurde. Wegen mangelnder Finanzen mussten die Amateure auch kostenlose und frei zu beschaffende Materialien und Geräte verwenden, erhielten aber bereits Sach- und Geldspenden der Industrie. Der Verein erhielt zudem 1930 für seine Arbeiten an Flüssigraketen einen geheimen Zuschuss des Heereswaffenamtes über 5000 Mark. Das Amt, das bereits die Entwicklung von Feststoffraketen finanzierte, sah in der Entwicklung der Raketentechnik ein Schlupfloch aus den Zwängen des Versailler Vertrages, das die Entwicklung vieler anderer Waffen untersagte. Am Projekt waren unter anderem Hermann Oberth, Rudolf Nebel, Klaus Riedel, Wernher von Braun und Paul Ehmayr beteiligt. Oberth kam oft aus Rumänien und half bei der Konstruktion des Flüssigkeitsantriebes, an dem er schon länger arbeitete.

## Mirak und Mirak II
Die Mirak hatte eine Startmasse von 20 kg, einen Durchmesser von zehn Zentimeter und eine Länge von 3,5 m. Die Mirak wurde etwa 100 mal gestartet, allerdings endeten die meisten Flüge in einer Explosion. Nach Zündung des Flüssigkeitsantriebes auf Basis der Treibstoffkomponenten Flüssigsauerstoff und Benzin sollte die Rakete bis in eine Höhe von 500 m steigen und dann nach einem Ausbrennen mit einem Fallschirm zur Erde zurückkehren. Am 22. Juni 1932 scheiterte auf dem Heeresversuchsanstalt Kummersdorf der Start einer Mirak II, die zwischen dreieinhalb und acht Kilometer aufsteigen sollte. Daraufhin beendete das Heereswaffenamt die Finanzierung der Gruppe um Nebel.